# 万代南梦宫艺术
万代南梦宫艺术株式会社（日語：株式会社バンダイナムコアーツ）是日本一家音乐及视频内容公司。它是万代南梦宫集团内视频和音乐制作事业部门的主干公司。万代南梦宫艺术株式会社于2018年4月1日成立，由万代影视购并Lantis之后改制而成。
2022年4月1日起公司重組為萬代南夢宮Music Live，影像部門另分割成万代南梦宫影像制作，原先的万代南梦宫艺术解散。

## 主要部门

### 视频部门
- 情绪株式会社（日语：エモーション (バンダイナムコグループ)）：负责动画片及特摄片制作。
- 万代影视株式会社：负责儿童作品、真人电影及电视剧制作。

### 音乐部门
- 兰蒂斯：主厂牌
- 闪亮团体音乐：负责男性配音员的厂牌
- 荣誉天堂：外包给索尼音乐营销（日语：ソニー・ミュージックマーケティング）的厂牌